# Cethern mac Fintain
Cethern mac Fintain ist der Name einer Sagengestalt aus der Táin Bó Cuailnge („Der Rinderraub von Cooley“) im Ulster-Zyklus der keltischen Mythologie Irlands.
In der Táin Bó Cuailnge wird erzählt, dass der grauhaarige Held Cethern unbewaffnet versucht, das Heer der Connachter unter der Königin Medb aufzuhalten, als es in Ulster einmarschiert und Cú Chulainn nach dem Kampf mit Fer Diad verletzt ist. Er wird dabei so schwer verwundet, dass seine Eingeweide aus dem aufgeschlitzten Bauch heraushängen und das von den Adern abgetrennte Herz im Brustkorb herumkollert „wie ein Knäuel in einem leeren Sack“. Es gelingt ihm, sich zu Cú Chulainn durchzuschlagen, den er bittet, einen Arzt herbeizuholen. 14 (nach anderer Überlieferung 50) Ärzte stellen fest, dass er sterben müsse, worauf er sie alle voll Zorn mit der Faust erschlägt. Erst der Heiler Fingen (auch Fingín genannt) verspricht, ihm zu helfen, aber entweder werde er dazu ein Jahr unbeweglich im Bett liegen müssen und sei dann wieder gesund, oder er wähle eine Intensivbehandlung. Nach dieser werde er für drei Tage und drei Nächte seine alte Kraft für den Kampf zurückerhalten, müsse dann aber unwiderruflich sterben.
Der Held entscheidet sich für den zweiten Weg. Daraufhin bereitet Fingen einen Eimer Knochenmark (smirom mair) vor, nach dessen Verzehr Cethern einen Tag und eine Nacht durchschläft. In dieser Zeit setzt man ihm Ersatzrippen aus dem Wagenkasten eines Streitwagens statt der zerbrochenen eigenen ein. Wieder erwacht, greift er in die Schlacht ein und fällt – wie prophezeit – in einem dreitägigen Kampf, nachdem er unter den Feinden ein Massaker angerichtet hat.
Der Heiler Fingen war es auch, der die Kopfwunde behandelte, die König Conchobar mac Nessa durch den Steinwurf von Cet mac Mágach zugefügt worden war.